# Neoromicia zuluensis
Neoromicia zuluensis is een zoogdier uit de familie van de gladneuzen (Vespertilionidae). De wetenschappelijke naam van de soort werd voor het eerst geldig gepubliceerd in 1924 door Austin Roberts.

## Voorkomen
De soort komt voor in Angola, Botswana, Congo-Kinshasa, Ethiopië, Kenia, Malawi, Namibië, Zuid-Afrika, Soedan, Oeganda, Zambia en Zimbabwe.